# Askja
Askja ( PRONÚNCIA) é um vulcão com uma enorme cratera – com a forma de uma caldeira com a área de 55 km².
Fica a 32 km a norte de Vatnajökull, o maior campo de gelo islandês, no sudeste da Islândia.

O vulcão teve erupções em 1875 (provocando um êxodo da população local para o Canadá) e em 1961.
Os seus topos, acima dos 1.510 metros, rodeiam um lago de 11 km², no seu interior.

## Galeria

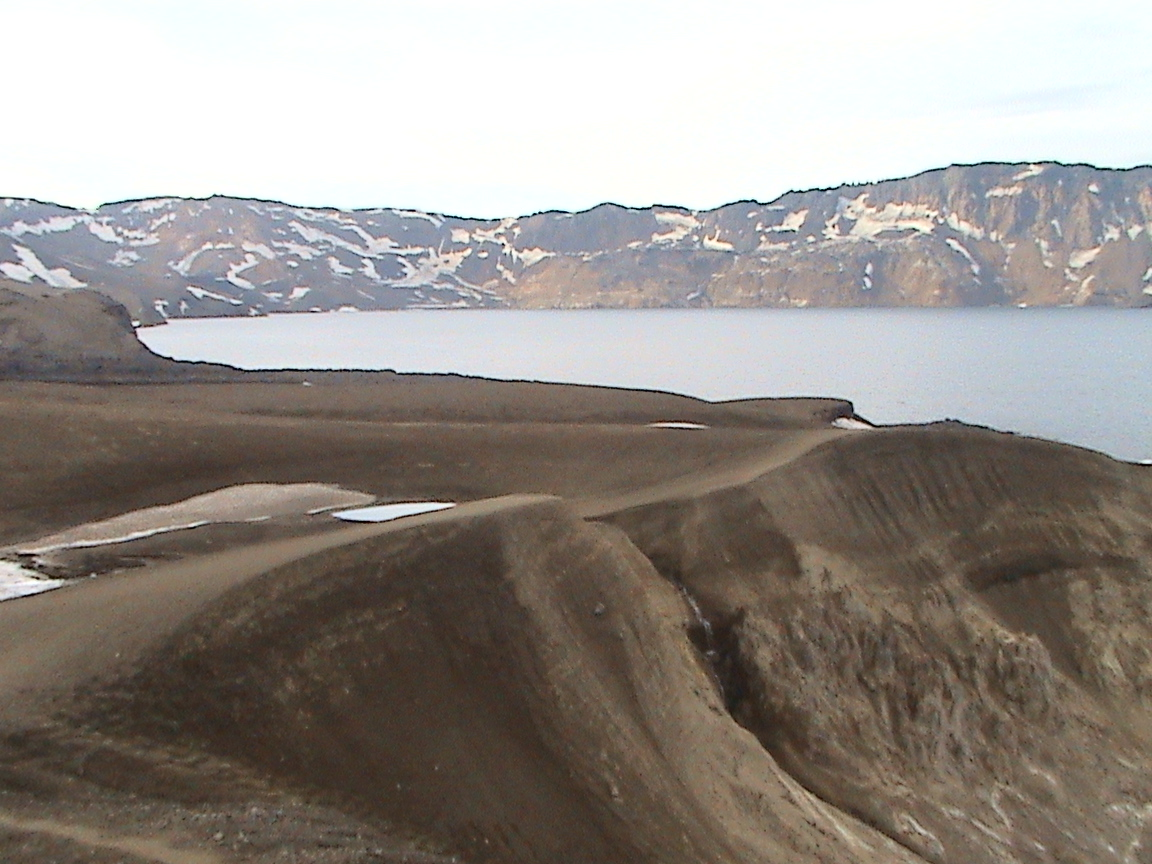
Vista da caldeira
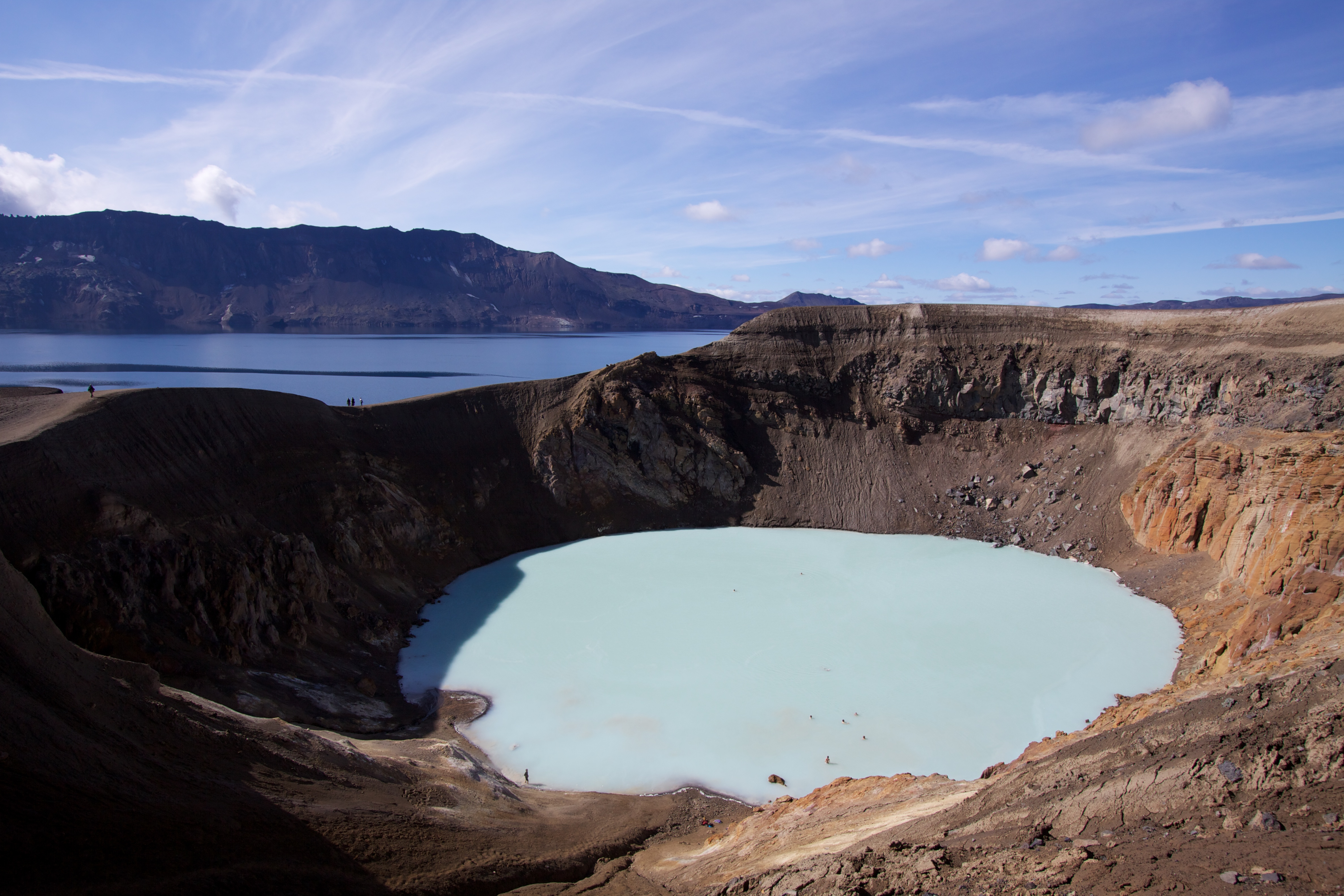
O lago geotérmico de Víti na caldeira.